# Thyridanthrax loustaui
Thyridanthrax loustaui är en tvåvingeart som beskrevs av Andreu Rubio 1961. Thyridanthrax loustaui ingår i släktet Thyridanthrax och familjen svävflugor.
Artens utbredningsområde är Spanien. Inga underarter finns listade i Catalogue of Life.